# Акулы (хоккейный клуб, Ташкент)
«Аку́лы» (узб. «Akuli» Toshkent xokkey klubi / «Акули» Тошкент хоккей клуби) — узбекистанский хоккейный клуб из города Ташкент — столицы Узбекистана. Основан в конце 2012 года.
В январе 2013 года участвовал в первом в истории розыгрыше Узбекской хоккейной лиги. По итогам первого круга (второй круг не был проведён и фактически чемпионат отменён), занимал последнее четвёртое третье место, с одними очками.